# 17-cm-Kanone 18
Die 17-cm-Kanone 18 in Mörserlafette war eine Kanone der deutschen Wehrmacht im Zweiten Weltkrieg.

## Entwicklung und Produktion
Das Geschütz wurde von Krupp in Essen entwickelt, um die 15-cm-Kanonen, welche bis dahin im Wesentlichen die Kanonen der schweren Heeresartillerie stellten, zu ersetzen. Das Kriegsgeschehen hatte bereits gezeigt, dass die Leistung der Waffen im kleineren Kaliber nicht ausreichend war. Die Fertigung begann 1941 und im gleichen Jahr wurde das Geschütz bei der Heeresartillerie eingeführt. Bald nach dem Erscheinen der Kanone stellte sich deren Munition als nur geringfügig weniger wirksam als die des Mörsers 21-cm-Mörser 18 heraus, bei einer Reichweite von etwa 29,6 km im Vergleich zu 16,7 km beim Mörser. Somit erhielt die Kanone 1942 den Vorrang und die Produktion des 21-cm-Mörsers wurde ausgesetzt.
Aufgrund der großen Nachfrage des Heeres wurde auch Hanomag in Hannover schon 1941 in die Fertigung einbezogen.  Der Herstellungspreis des Geschützes betrug 124.000 RM. 91 Geschütze wurden 1941, 126 Geschütze 1942, 78 Stück 1943, 40 Stück 1944 und drei 1945 produziert.

## Technik
Die Lafette der 17-cm-Kanone 18 war baugleich mit der des bereits 1939 eingeführten 21-cm-Mörser 18. Sie hatte einen doppelten Rohrrücklaufmechanismus, sowohl das Geschützrohr als auch die Oberlafette verfügten über separate Rücklaufeinrichtungen. Somit wurde die gesamte Rückstoßenergie absorbiert und es erfolgte praktisch keine Relativbewegung der Lafette zum Boden. Dies erhöhte in nicht geringem Maße die Genauigkeit. Abweichend zur Lafettierung des schwereren Mörser ließ sich die Grundplatte mittels dreier mit Rollen versehenen Zwischenstücke um den Drehzapfen im Mittelpunkt aber weitaus effektiver schwenken, was durch zwei Mann erfolgen konnte.
Aufgrund des hohen Gewichtes von 23.375 kg in Fahrstellung wurde das Geschütz in zwei Teilladungen transportiert und über ein System von Winden und Rampen in Feuerstellung (Gewicht dann 17.520 kg) gebracht. Über kurze Entfernungen war es möglich das Geschütz in Feuerstellung als Gesamtlast mit einem schweren Halbkettenfahrzeug zu bewegen.
Die Lebensdauer des Rohres betrug ungefähr 1500 Schuss. Das Gewicht der Granaten betrug 71 kg (Panzergranate) oder 68 kg (Sprenggranate).

## Einsatz
Der Einsatz des Geschützes erfolgte zum Beispiel in den schweren Batterien der Heeres-Artillerie-Abteilungen 557, 763, 764, II./84 und in den selbständigen Artillerie-Batterien 435, 1./817, 2./817 und 3./817. Die Heeres-Artillerie-Abteilungen mit neun Kanonen (3 Batterien à 3 Geschütze) und die selbstständigen Batterien mit drei Geschützen kamen an den entsprechenden Schwerpunkten der Front zum Einsatz.
Einzelne erbeutete Geschütze wurden von den alliierten Truppen während ihres Vormarsches eingesetzt.

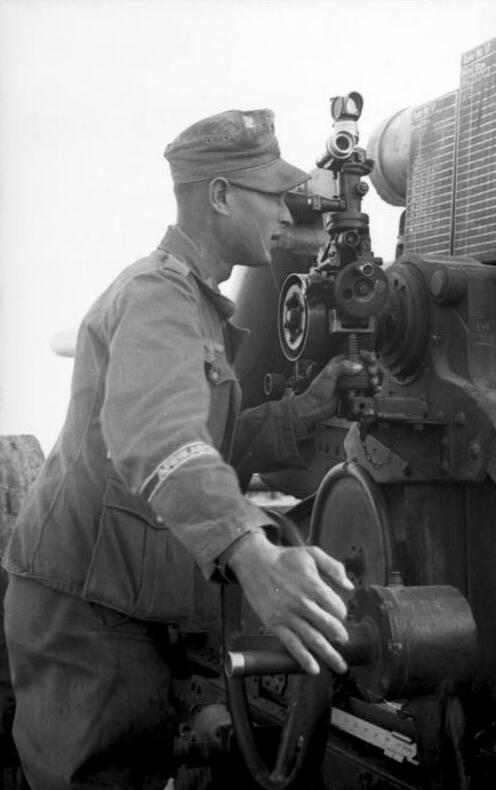
Richtkanonier an der Kanone
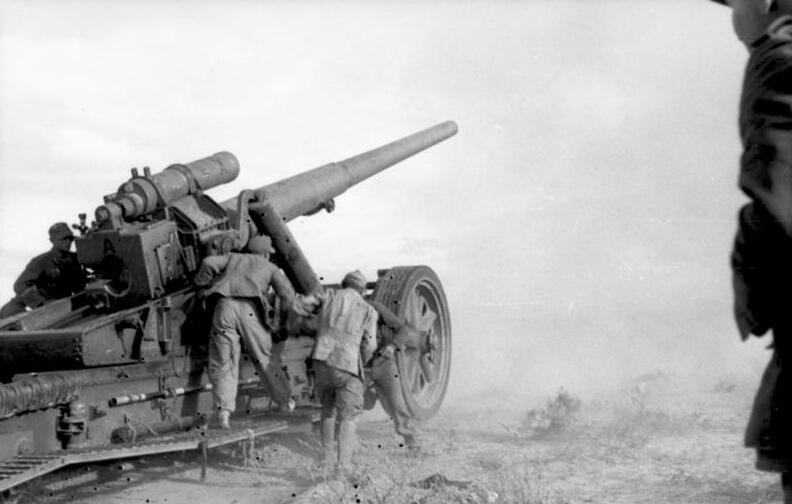
17-cm-Kanone 18 in Feuerstellung
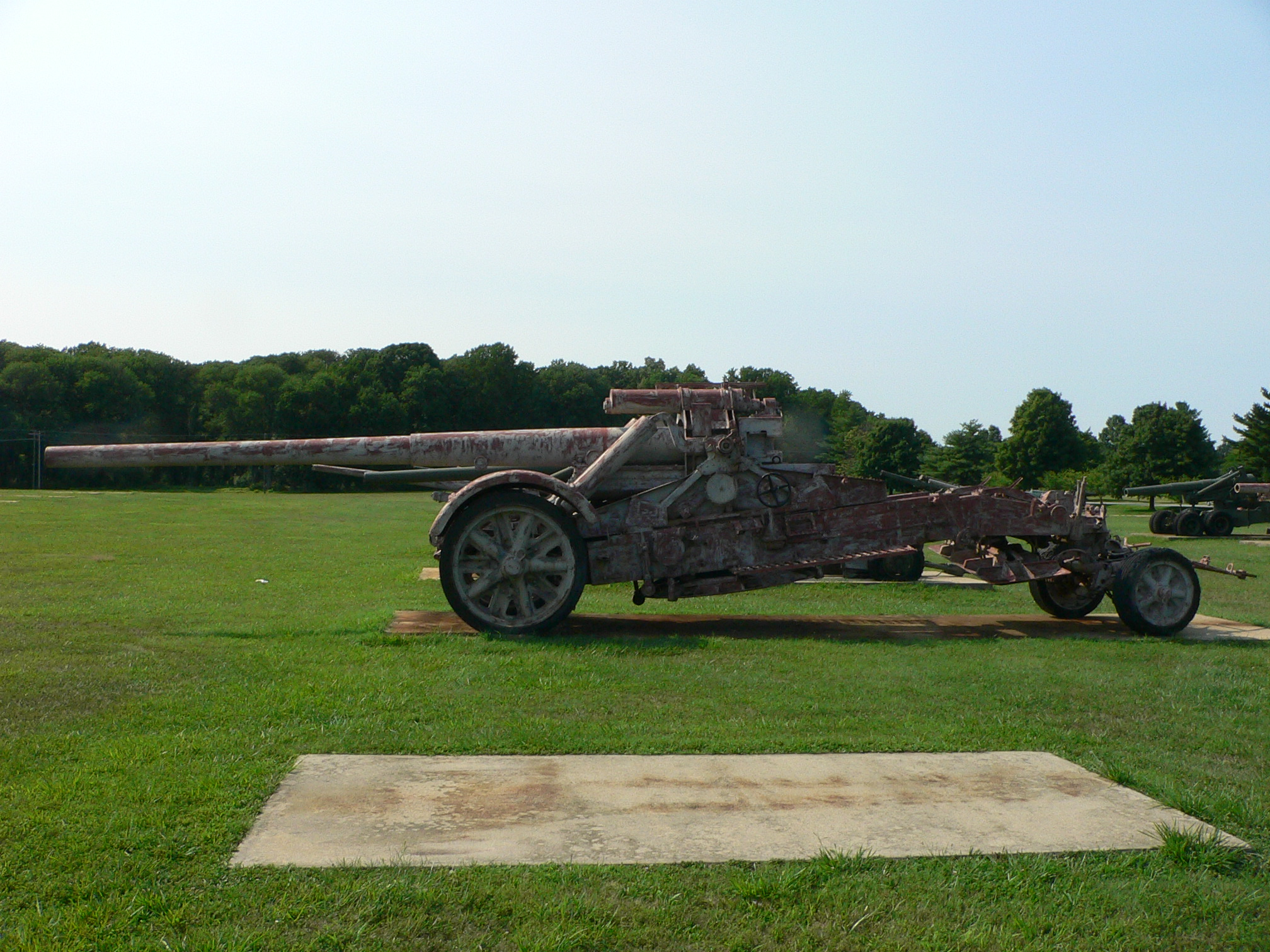
Erhaltene 17-cm-Kanone 18 (aufgeprotzt) in Marschstellung